# Арумынский национализм
Арумынский национализм (арум. Natsionalismu armãneascu) — идеология, утверждающая арумынов как отдельную нацию. Большое число аромунов отошло от националистических тем, таких как создание собственного национального государства или достижение этнической автономии в странах, в которых они живут. Несмотря на это, в них сильны этническая идентичность и гордость. Исторически арумынские националисты часто оказывались разделёнными на прогреческие и прорумынские фракции.
Неоднократные преследования, нападения и убийства арумынов со стороны греческих и болгарских банд в Османской империи подпитывали национализм арумынов, чему в дальнейшем способствовали работы некоторых арумынов в Румынии. В 1917 году, во время присутствия итальянских войск в Греции во время Первой мировой войны, группа арумынских националистов предприняла попытку создания арумынского государства при поддержке Румынии. Однако итальянские войска в конце концов отошли, и греческие власти попытались преследовать этих деятелей.
Подобный проект был возрождён во время Второй мировой войны после вторжения стран Оси в Грецию, и в 1941 году было основано Пиндское княжество, возглавляемое арумынским националистом Алкивиадесом Диаманди. Несмотря на отсутствие какой-либо реальной политической власти, это княжество имело свои собственные вооружённые силы, Римский легион, который сотрудничал с фашистскими итальянскими и нацистскими немецкими войсками. Арумынский язык стал официальным языком, использование греческого языка было запрещено, и была предпринята попытка сформировать арумынский парламент. Однако силы Оси отступили, и греческое Сопротивление с несколькими арумынскими участниками захватило регион в 1944 году.
Сегодня распространённая арумынская фраза, выражающая этническую гордость, — это S-bãneadzã Armãnamea («Да здравствуют аромуны»). Ещё одна известная фраза — Armãnlu nu cheari («Арумынец не погибает»).